# Martinskirche (Marzell)

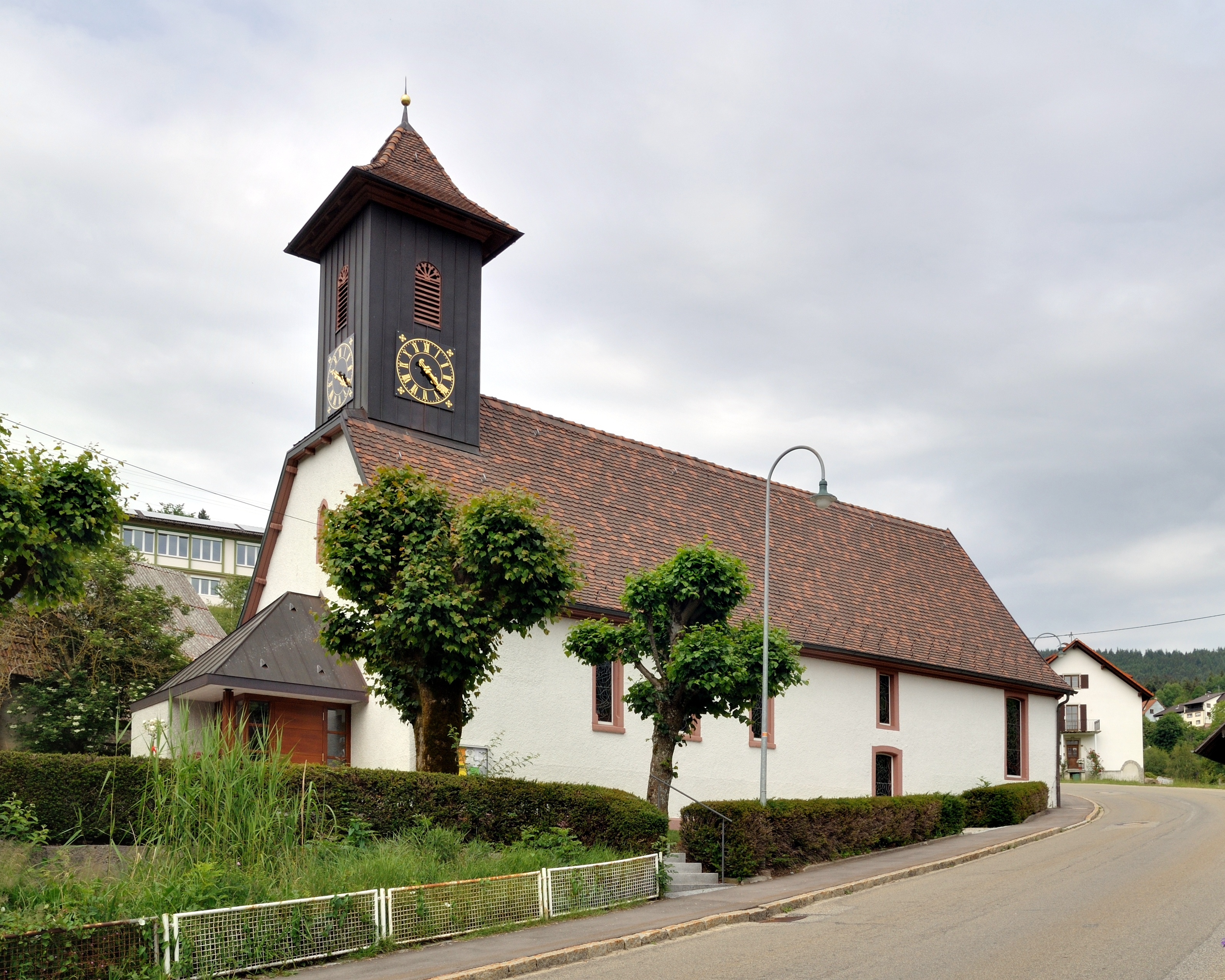
Evangelische Kirche Marzell

Die Evangelische Kirche Marzell, auch Martinskirche, steht im Ortsteil Marzell der Gemeinde Malsburg-Marzell im Landkreis Lörrach. Die Kirche aus der zweiten Hälfte des 17. Jahrhunderts hat Ursprünge, die bis ins 13. Jahrhundert hinein reichen. Ihr Orgelgehäuse aus Ende des 18. Jahrhunderts steht unter Denkmalschutz.

## Geschichte
Die erste schriftliche Erwähnung eines Pfarrers in Marzell („decanus in Fiurbach et Marticelle“) geht auf das Jahr 1275 zurück, die Kirche („ecclesia Martinscell“) wird in den Jahren 1360 bis 1370 erwähnt. Der Ursprung des Ortsnamens Marzell wird mit der Kirche in der „Zelle des Martins“ in Verbindung gebracht. 1379 übernahm das Priorat Bürgeln die Pfarrei Marzell, da diese nicht mehr in der Lage war, ihre Geistlichen zu bezahlen.
Die heutige Kirche geht auf einen Um- oder Neubau im Jahr 1687 zurück. Als einziges Überbleibsel von der Vorgängerkirche wird ein spitzbogiges Fenster in der Westfassade vermutet. 1796 musste der kleine Dachreiter für die 1789 angeschafften Glocke verstärkt werden. Nach jahrhundertelanger Abhängigkeit – zuletzt von der Pfarrei Vogelbach – wurde 1952 Marzell wieder eine selbstständige Pfarrei. Ein Jahr später wurde sie zur Erinnerung an Martin Luther Martinskirche getauft.
In den Jahren 1956 bis 1957 wurde die Kirche außen und innen gründlich renoviert. Im Zuge dieser Arbeiten erhielt der Westeingang einen Vorbau mit Pultdach und eine neue Bleiverglasung.

## Beschreibung

### Kirchengebäude

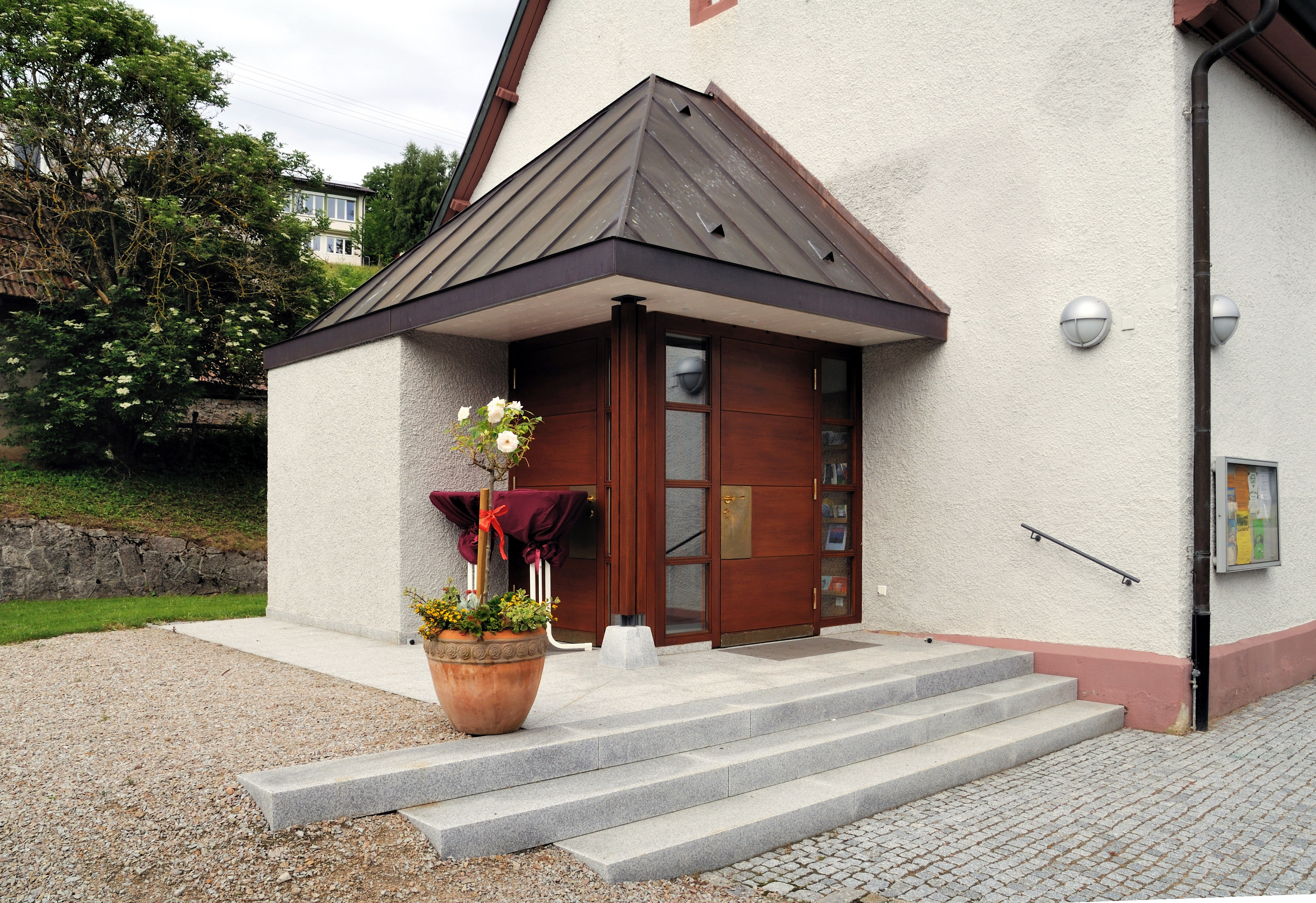
Eingangsbereich

Das Kirchenbauwerk besteht aus einem kleinen rechteckigen Saalbau. Das Satteldach trägt an seiner westlichen Giebelseite einen über ein Pyramidendach und eine Turmkugel abgeschlossenen Dachreiter. Dieser hat zu allen Seiten rundbogige Klangarkaden und zu drei Seiten ein Zifferblatt.
Die Nordwand des Langhauses verfügt über vier große, rechteckige Fenster, die Südfassade weist drei schmale und ein größeres mit kleinem Fenster darüber auf sowie ein weiteres, das über einen Segmentbogen abgeschlossen wird. Die beiden rechteckigen Fenster in der Ostwand sind zugemauert. Im Westen erhält man über ein rechteckiges Portal Einlass in die Kirche.

### Inneres und Ausstattung
Im Inneren ist die Marzeller Kirche mit einer flachen Decke eingezogen. An der West- und Nordseite ist eine Empore aufgestellt, die weitere Sitzplätze bietet. An der Nordwand zwischen Langhaus und Chor befindet sich ein schlichter Holzaltar, rechts davon ein Kanzelpult, an der Südwand eine Kanzel. Hinter dem Altar ist an der Chorwand ein Holzkreuz angebracht.

### Glocken und Orgel
Das dreistimmige Bronzegeläut der Martinskirche setzt sich wie folgt zusammen:
| Nr. | Schlagton | Gussjahr | Gießerei                   |
| 1   | f′′       | 1978     | Carl Metz, Karlsruhe       |
| 2   | d′′       | 1911     | Glockengießerei Grüninger  |
| 3   | a′′       | 1696     | Heinrich Weitenauer, Basel |

Von der 1794 durch G. M. Stein erbauten Orgel ist nur das unter Denkmalschutz stehende Gehäuse erhalten. Das Werk wurde 1923 von L. Voit aus Durlach geschaffen und 1951 von E. F. Walcker aus Ludwigsburg überholt sowie 1957 unter Verwendung des alten Materials umgebaut. Das Instrument arbeitet mit Membranladen, elektrischer Traktur und besitzt zwei Manuale, ein Pedal und neun Register. 2011 bis 2015 wurde das Instrument durch den Orgelbauer Amadeus Junker aus Meinersen grundlegend saniert und auf dreizehn Register mit mechanischer Traktur erweitert.